# Jacques-Joseph Grancher
Jacques-Joseph Grancher (ur. 29 września 1843 w Felletin, zm. 13 lipca 1907) – francuski lekarz pediatra.
Tytuł doktora nauk medycznych uzyskał w 1865 roku, następnie został dyrektorem laboratorium anatomii patologicznej u Clamarta (1868–1878). Od 1885 do śmierci w 1907 roku był dyrektorem Hôpital des Enfants Malades w Paryżu. Był także członkiem Rady Dyrektorów Instytutu Pasteura.
Pamiętany jest za prace nad gruźlicą. Był zwolennikiem izolacji chorych i antyseptyki. W 1897 roku razem z Jules'em Combym (1853–1947) i Antoine'em Marfanem (1858–1942) opublikował podręcznik pediatrii Traité des maladies de l’enfance.